# 고바야시 도모미쓰
고바야시 도모미쓰(일본어: 小林 智光, 1995년 5월 30일~)는 일본의 축구 선수이다.

## 구단 경력
그는 2018년 J3리그의 가이나레 돗토리에 입단했다. 2020년까지 38경기에 출전하여, 3득점을 넣었다. 2020년후 현역 은퇴.